# Eurina
Eurina là một chi ruồi trong họ Chloropidae.